# Maurice Pico
 (août 2013).
Si vous disposez d'ouvrages ou d'articles de référence ou si vous connaissez des sites web de qualité traitant du thème abordé ici, merci de compléter l'article en donnant les références utiles à sa vérifiabilité et en les liant à la section « Notes et références ».
Maurice Pico, dit Pico, né Maurice Picaud le 16 février 1900 à Paris et mort le 6 février 1977 à Gassin, est un architecte, décorateur et peintre français.

## Biographie
Formé à l'École Boulle, il travailla pour le décorateur Jacques-Émile Ruhlmann, et se distingua également comme caricaturiste de presse entre autres dans Science et Vie, Le Sportif, L'Auto ou Le Matin.

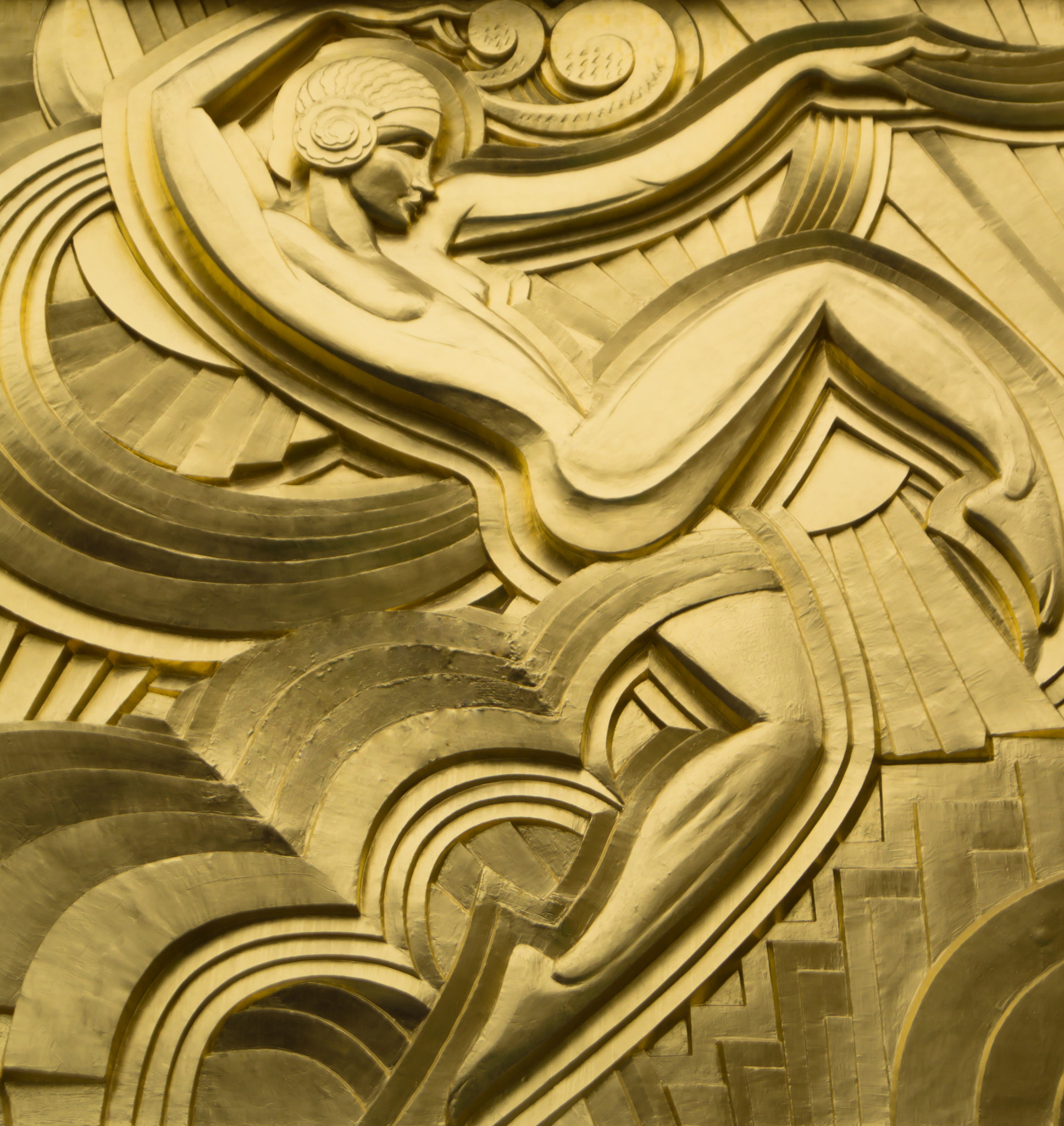
La façade des Folies Bergères à Paris - (détail)

Parmi ses créations, typiques de l'Art déco, la façade des Folies Bergère à Paris réalisée en 1926. La façade représente la danseuse Lila Nikolska, qui avait posé pour la sculpture. La façade a été restaurée en 2013. Il s’occupe également de la décoration du bar du théâtre.
Maurice Pico réalise aussi les peintures murales à l'intérieur (escalier d'honneur et salle du conseil municipal) de l'hôtel de ville de Montdidier dans le département de la Somme au tout début des années 1930.

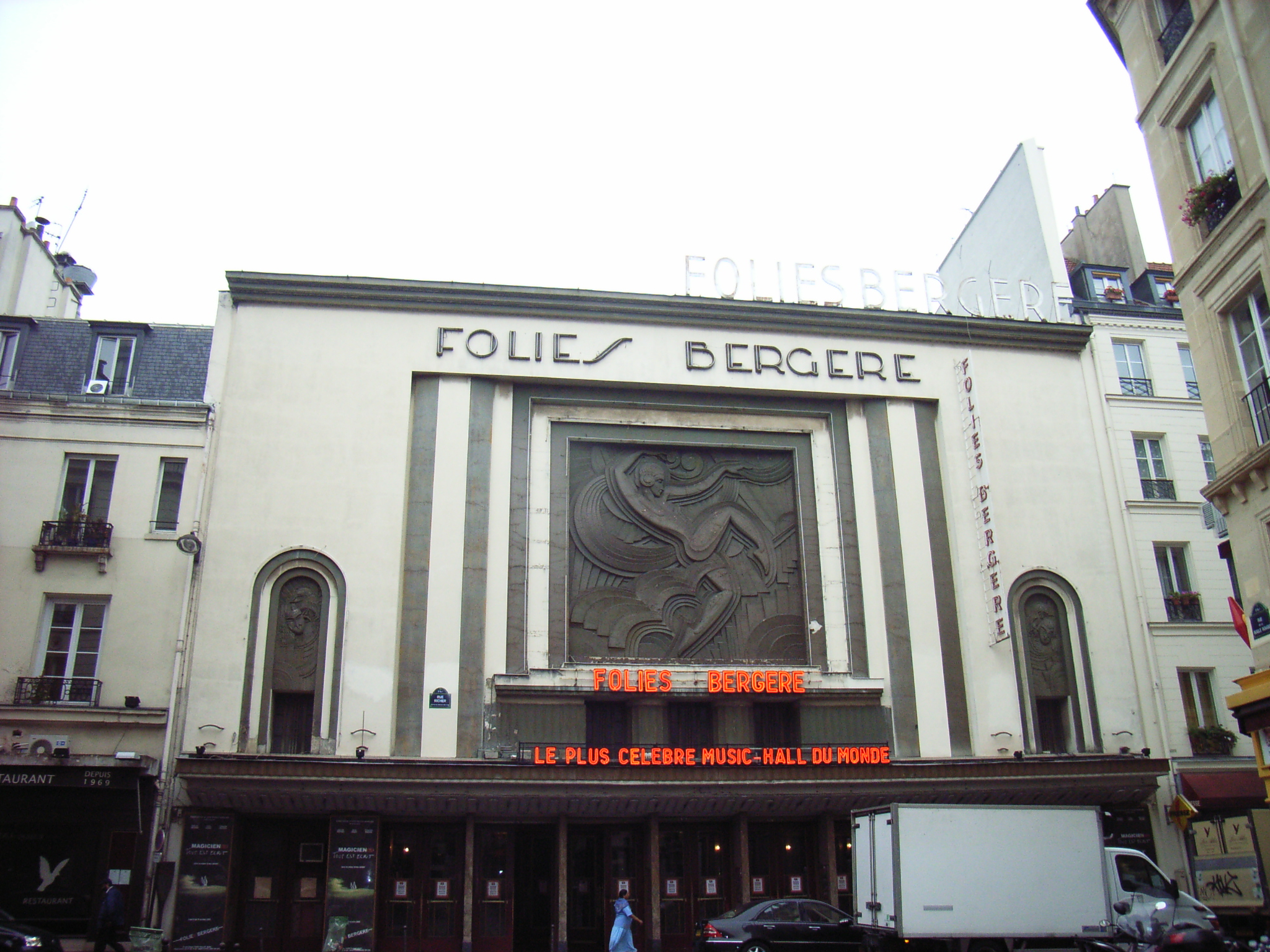
à Paris, les Folies Bergère
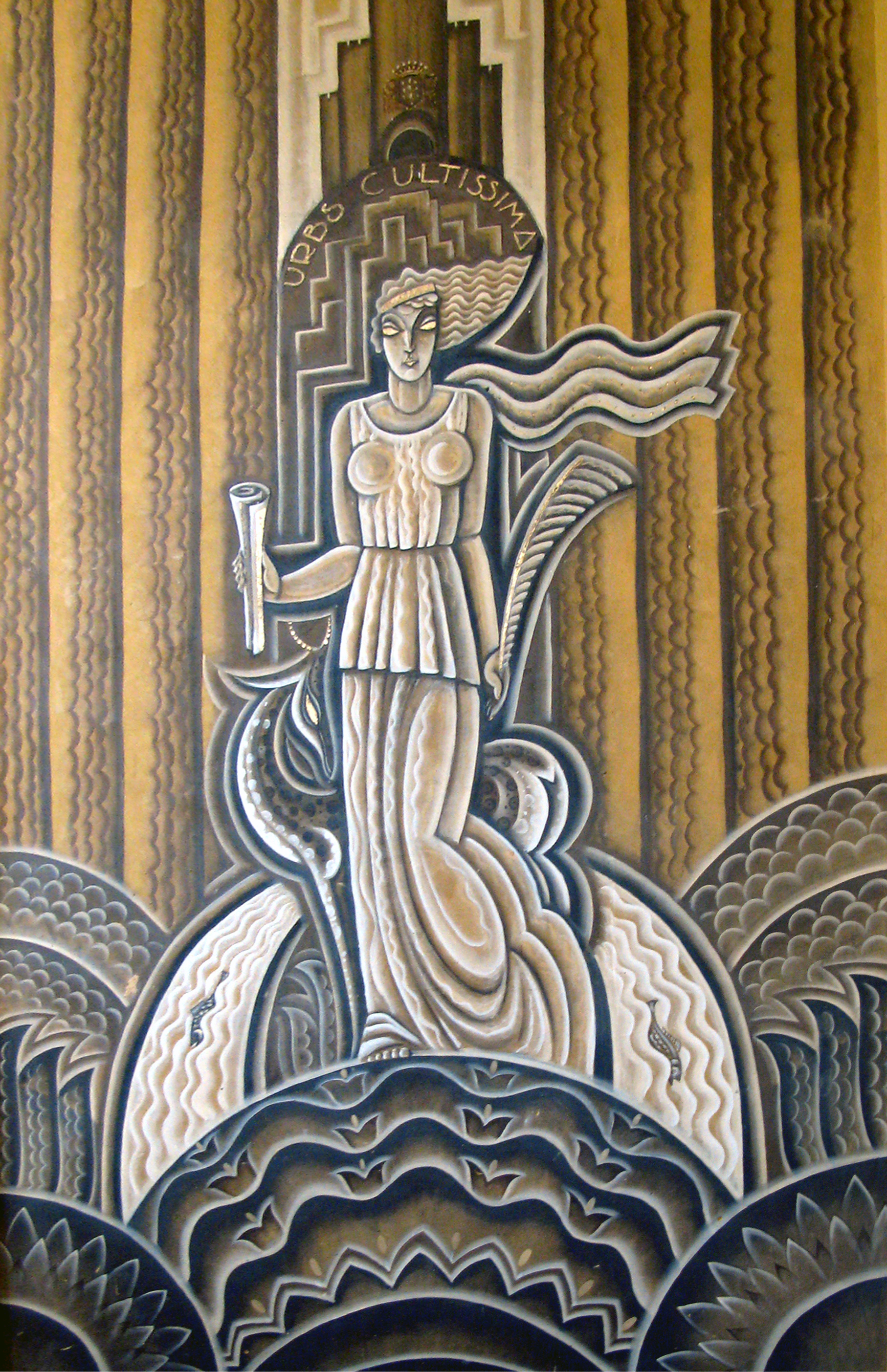
à Montdidier, sur le palier de l'escalier intérieur de la mairie